# Ann Summers
 (octobre 2012).
Si vous disposez d'ouvrages ou d'articles de référence ou si vous connaissez des sites web de qualité traitant du thème abordé ici, merci de compléter l'article en donnant les références utiles à sa vérifiabilité et en les liant à la section « Notes et références ».

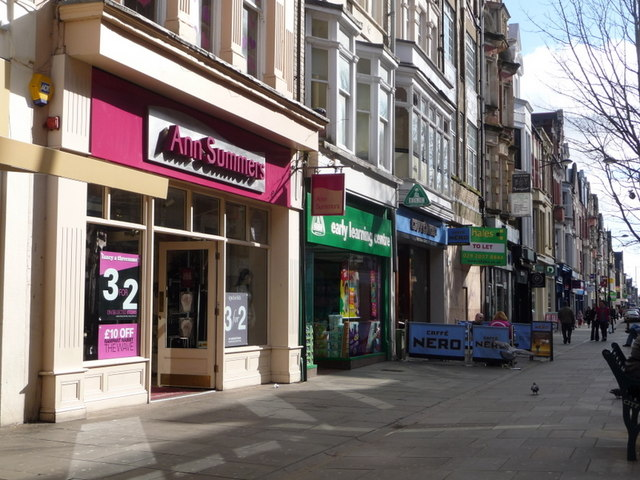
Boutique Ann Summers, Commercial Street, Newport, Pays de Galles.

Ann Summers est une entreprise britannique de production de sex-toy et de lingerie, créée par l'homme d'affaires anglais David Gold en 1970.

## Historique
Le premier sex-shop ouvre en 1970 à Oxford Street à Londres. Aujourd'hui il existe 140 magasins dans les rues commerciales au Royaume-Uni, en Irlande, en Islande et en Espagne.